# Роуз Віткоп
Роуз Ліліан Віткоп Олдред (англ. Rose Lilian Witcop Aldred), справжнє ім'я та прізвище Рейчел Віткопська (англ. Rachel Vitkopski; 9 квітня 1890, Київ — 4 липня 1932, Лондон) — британська анархістка, журналістка єврейського походження.

## Біографія
Роуз Олдред народилася 9 квітня 1890 року в місті Київ як Рейчел Віткопська у сім'ї єврейських батьків — Саймона та Фреди Ґріллів. У 1895 році сім'я переїхала до Лондона.
Віткоп була членкинею анархістського клубу Jubilee Street Club, де й зустріла Ґая Олдреда. У січні 1907 року вони разом оселилися на Торпбенк-Роуд, Шепердс-Буш, Лондон. Через два роки, 2 травня 1909 року, вона народила сина Еннеслі.
Вона працювала разом із Ґаєм Олдредом і одноосібно керувала газетою «Spur» під час його ув'язнення за опір призову до армії під час Першої світової війни. З 1921 року вона зосередила свої зусилля на питанні контролю народжуваності, а в 1923 році вона та Олдред були заарештовані й звинувачені в публікації та розповсюдженні книги Маргарет Сенгер «Обмеження сім'ї». Ця справа отримала широке висвітлення в пресі, а в апеляції її морально та фінансово підтримали Дора Рассел та Джон Мейнард Кейнс. Програвши справу, Роуз повторно опублікувала текст у 1925 році та, хоч уникла судового переслідування, привернула увагу Міністерства внутрішніх справ, яке погрожувало депортувати її як громадянку Росії. Всупереч розставанню у 1924 році, Віткоп та Олдред уклали цивільний шлюб, щоб підтвердити статус її громадянства та запобігти можливій депортації.
Роуз Віткоп померла 4 липня 1932 року в лікарні Святого Георгія в Лондоні від гангренозного апендициту та була кремована в крематорії Голдерс-Грін через два дні.